# Johanne Luise Heiberg
Pour les articles homonymes, voir Heiberg.
Johanne Luise Heiberg, née le 22 novembre 1812 à Copenhague (Danemark), et morte le  21 décembre 1890, est une actrice danoise issue d'une famille de juifs allemands.

## Biographie
Née et élevée dans une extrême pauvreté, Johanne Luise Pätges a dû subir la brutalité d'un père alcoolique (qui finit par se suicider). Il l'obligeait à se produire dans des cafés. Mais très vite, Johanne Luise échappe à son autorité. Grâce à son talent naturel et à sa force de caractère, elle changera de vie.
Comme Hans Christian Andersen, elle se produit au Théâtre Royal de Copenhague où elle est très appréciée. Dès 1827, elle fait la connaissance de Johan Ludvig Heiberg qu'elle épouse en 1831, prenant ainsi le nom de scène sous lequel elle est restée célèbre : Johanne Luise Heiberg.
Après plus de 250 rôles interprétés, elle est devenue une légende du théâtre danois, aussi célèbre dans son pays que Sarah Bernhardt en France. Elle a également écrit de nombreuses pièces de théâtre en danois. 

## Hommage
Le philosophe Søren Kierkegaard (1813-1855) lui a consacré un court essai, La Crise et une crise dans la vie d'une actrice, publiée en 1848 et commentant son interprétation de Juliette dans la pièce Roméo et Juliette de William Shakespeare alors qu'elle avait 16 ans et qu'elle a repris, dix-neuf ans plus tard, à l'âge de 34 ans.